# Кисляки (Кировская область)
Кисляки — деревня в Арбажском районе Кировской области.

## География
Находится в юго-западной части региона, в зоне хвойно-широколиственных лесов, у восточной окраины районного центра поселка Арбаж.

## Климат
Климат характеризуется как умеренно континентальный, с умеренно холодной снежной зимой и тёплым летом. Среднегодовая температура — 2 °C. Абсолютный минимум температуры воздуха самого холодного месяца (января) составляет −47 °C; абсолютный максимум самого тёплого месяца (июля) — 40 °C. Годовое количество атмосферных осадков — 527 мм, из которых 354 мм выпадает в период с апреля по октябрь.

## История
Известна с 1764 года как починок Кислицынский с населением 22 человека. В 1873 году здесь было учтено дворов 28 и жителей 191, в 1905 41 и 234, в 1926 46 и 288, в 1950 51 и 149. Настоящее название утвердилось с 1939 года.
Восстановлена в учётных данных в 1994 году Постановлением Думы Кировской области от 22.11.1994 № 7/54
До января 2021 года входила в Арбажское городское поселение до его упразднения.

## Население
Постоянное население составляло 240 человек (русские 98 %) в 2002 году, 208 в 2010.